# Ecuadogastrura trinkleini
Genre
Espèce
Ecuadogastrura trinkleini, unique représentant du genre Ecuadogastrura, est une espèce de collemboles de la famille des Hypogastruridae.

## Distribution
Cette espèce est endémique d'Équateur.

## Publication originale
- Palacios-Vargas & Thibaud, 2001 : A new genus and species of Hypogastruridae (Collembola) from Ecuador. Biotam n.s., vol. 12, no 1, p. 27-30.